# アブデラジズ・ジェラド

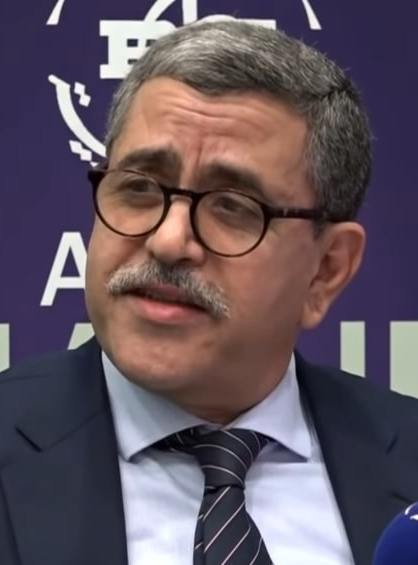
アブデラジズ・ジェラド

アブデラジズ・ジェラド（Abdelaziz Djerad、アラビア語: عبد العزيز جراد）はアルジェリアの政治家。2019年12月28日より2021年6月30日までアルジェリアの首相を務めた。氏名は正則アラビア語式にアブドゥルアジーズ・ジャラードとも表記される。
1954年2月12日、ヘンシュラに誕生。1976年にアルジェの大学を卒業し、1981年にパリ・ナンテール大学にて政治学の博士号を得た。1992年より政治学教授を務め、アルジェリア国立行政学院(ENA)にて上級管理職に就いていた。また、1990年代から2000年代にかけて、大統領外交顧問や外務省事務局長などを歴任した。
2019年12月に新たに就任したアブデルマジド・テブン大統領によりジェラドは65歳で首相に指名され、2020年1月2日に閣僚約40名から成る第1次ジェラド内閣が発足した。その後、同年6月23日に第2次内閣、2021年2月21日に第3次内閣が成立した。
2021年6月12日の国民議会選挙でアルジェリア民族解放戦線が98議席の第1党となったが議席数を大きく減らし、6月24日に辞任表明。6月30日にエイムン・ベンアブデラフム財務大臣が後継の首相に任命された。
既婚者であり、子供が4人いる。